# Fantasma

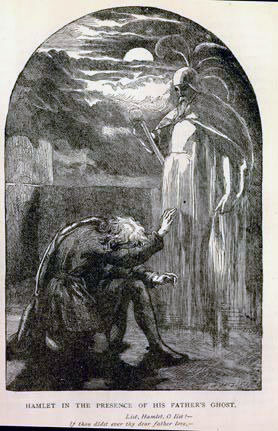
Hamlet en presència del fantasma del seu pare.

Els fantasmes (del grec φαντασμα, "aparició") o espectres en la mitologia popular de moltes cultures, són suposats esperits o ànimes descarnades que es manifesten entre els vius de manera perceptible (per exemple, tomant una aparença visible, produint sons o olors o desplaçant objectes.). La creença en fantasmes, testimoniada des dels primers textos escrits sumeris i egipcis, es troba estesa arreu en diverses versions. Estudis recents indiquen que molts occidentals creuen en fantasmes i en la vida després de la mort. El consens aclaparador de la ciència és que no hi ha cap prova que els fantasmes existeixin.
A occident, els fantasmes es conceben sovint com ànimes en pena que no poden trobar descans després de la mort i queden lligats entre el món dels vius i dels morts. La impossibilitat de trobar descans respon a una tasca que el difunt ha deixat pendent o inconclusa: així, pot tractar-se d'una víctima que reclama venjança o d'un criminal que per alguna raó (p. ex.: haver estat soterrat amb símbols sagrats) veu diferit el seu ingrés en el purgatori o infern. Segons algunes confessions cristianes, els fantasmes habiten els llimbs, un lloc entre el cel i l'infern, on hi van les ànimes dels infants sense batejar.
A les civilitzacions orientals (com la civilització xinesa) molta gent creu en la reencarnació. Els fantasmes són aquelles ànimes que reutilitzen ser 'reciclades' perquè han deixat alguna tasca per acabar. En la creença xinesa, a més de reencarnar, un fantasma pot també optar a la immortalitat, transformant-se en semidéu, o pot anar a l'infern i patir eternament. Pot, al cap i a la fi, morir de nou i convertir-se en "fantasma d'un fantasma". Altres tipus de fantasmes són víctimes d'una maledicció, com el fantasma conegut com a Krasue o Ap a l'Àsia Sud-oriental. Els exorcistes poden ajudar el fantasma i reencarnar-lo o fer-lo desaparèixer de l'existència.
En la major part de les cultures, les aparicions de fantasmes estan associades a una sensació de por. Alguns teòrics de la Nova Era racionalitzen la creença tradicional afirmant que els fantasmes són cúmuls d'energia negativa.

## Etimologia
El nom «fantasma» deriva del grec antic φάντασμα, compost per φᾰντᾰ́ζω (phantázō, «fer visible») amb el sufix -μα (-ma, «resultat de l'acció»), transcrit en phantasma en llatí.

## Descripció

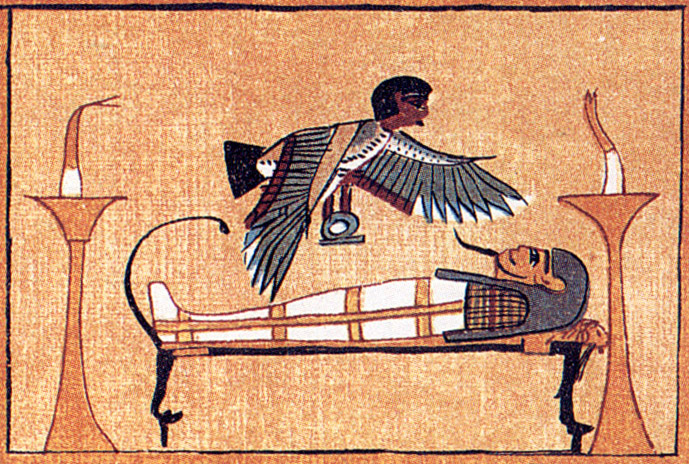
L'ànima (ba) a sobre d'una mòmia egípcia.
Il·lustració del Papir d'Ani.

La creença en fantasmes, testimoniada des dels primers texts escrits, sumeris i egipcis, es troba escampada per tot el món, amb variants molt diverses. Una de les teories que intenten explicar la religió els derivaria de la tendència del pensament primitiu i prelògic a considerar que el món dels somnis forma també part del real, per tant, veure en somnis persones mortes indica que no han mort i que poden interferir en la vida real. L'origen dels fantasmes, doncs, no seria diferent del de la religió en general.
En les civilitzacions orientals (com la civilització xinesa i índia), molta gent creu en la reencarnació. Afegida a aquesta versió i dins de l'estudi de la metafísica, els fantasmes són ànimes que rebutgen ésser 'reciclades' dins del cercle del Samsara (cicle de la reencarnació), perquè han deixat alguna tasca per finalitzar. Els perfectes metafísics, o els exorcistes de diverses religions, poden ajudar el fantasma a reencarnar-se o fer-lo desaparèixer de l'existència sobre d'aquesta dimensió quaternària (segons la metafísica). En la creença xinesa i índia, a més de reencarnar, un fantasma pot també optar a la immortalitat, transformant-se en semidéu i poder a través de la seva elevació espiritual transcendir diversos plans, a més de servir als éssers humans, o pot anar a l'infern i patir per cicles karmàtics.
Unes altres religions orientals, com el Shinto al Japó, reconeixen l'existència d'esperits de tota classe i accepten la creença en fantasmes com a part de la vida quotidiana.
A Occident, es concep generalment els fantasmes com ànimes en pena que no poden trobar descans després de llur mort i romanen atrapats entre aquest món i el cosmos. La impossibilitat de trobar descans respon a una tasca que el mort ha deixat pendent: així, pot tractar-se d'una víctima que reclama venjança o d'un criminal que per alguna raó (haver estat enterrat amb símbols sagrats, per exemple) ve diferit el seu ingrés en el purgatori o infern.

## En la cultura contemporània
En la majoria de les cultures contemporànies, les aparicions de fantasmes estan associades a una sensació de por. Les aparicions són font important d'estudi, tal és el cas de la parapsicologia. Encara és important dins de l'estudi de certes religions, com l'Islam, el Budisme, Jainisme, Hinduisme, Sintoisme, Espiritualisme i Cristianisme, tot i que cadascuna l'estudia de mode diferent.
En les creences de la Nova Era, s'intenta racionalitzar la creença tradicional afirmant que els fantasmes són cúmuls d'energia negativa o que es tracta d'imatges hologràfiques de persones que han deixat impregnat l'ambient amb la seva imatge i activitats.

## Comunicació amb fantasmes?
A mesura que l'home modern ha anat desenvolupant noves tecnologies de comunicació, els interessats en entaular contacte amb els fantasmes han tractat d'emprar-les amb aquest propòsit: així, es parla de psicofonies (gravacions sonores en què suposadament s'escolta la veu o els moviments d'algun mort) i de psicoimatges (imatges estàtiques o en moviment en què, presumptament, pot distingir-se alguna presència fantasmal). Tanmateix, qui pretenen justificar l'existència d'un altre món i comunicació amb el mateix han de justificar primer per què gairebé totes les manifestacions espirituals solen ser aplicacions de la psicologia de l'engany o fraus, com amb freqüència han demostrat mags com Harry Houdini o James Randi. Així, mitjançant la comunicació, també s'ha anat desenvolupant el concepte científic sobre aquest tipus de fenòmens. Es creu que més que una manifestació divina o macabra és el lliurament d'energia del cos, dit d'una altra forma, una "evolució" de la vida en el món terrenal.

## Fantasmes cèlebres
Al Palau de Hampton Court ha estat gravat en un vídeo hipotètic el fantasma d'una de les esposes d'Enric VIII. També ha estat fotografiat diverses vegades un fantasma en una biblioteca dels Estats Units, la coneguda com Lady in gray o Dona de gris. Hi ha també un parell de vídeos desconcertants que esperen aclariment científic. Per una altra part, hi ha fenòmens com les teleplàsties de Bèlmez o Cares de Bèlmez que segueixen sense cap explicació científica.

## Fantasmes i literatura
Són molts els escriptors i escriptores que han tractat el tema, generalment des del punt de vista de la creació de contes de terror i por. Començà el gènere amb el Romanticisme, a finals del segle xviii, però fou en el segle xix quan va conèixer el seu màxim apogeu. Alguns autors: E.T.A. Hoffmann, Edgar Allan Poe, Sheridan Le Fanu, M.R. James, R.L. Stevenson, Henry James, Edith Wharton, Algernon Blackwood, Arthur Machen, M. P. Shiel, etc.